# Държавно устройство на Армения
Армения е полупрезидентска представителна демократична република, в която президентът е държавен глава, министър-председателят оглавява правителството, и действа многопартийна система. Изпълнителната власт се упражнява от президента и правителството. Законодателната власт е поделена между правителството и парламента.

## Пост-съветско развитие
Населението на Армения гласува с голямо мнозинство за независимост в референдум през септември 1991 година. Следват президентските избори през октомври 1991, на които дават избирателите 83% от гласовете на Левон Тер-Петросян. Тер-Петросян е избран за ръководител на правителството през 1990 г., когато Националният демократичен съюз побеждава арменската комунистическа партия. Тер-Петросян е преизбран през 1996 година. След публични демонстрации срещу Тер-Петросян подава оставка през януари 1998 г. и е заменен от премиера Роберт Кохарян, който е избран за президент март 1998. След убийството в парламента на премиера Саркисян и председателя на парламента Карен Демирчан и шест други длъжностни лица, на 27 октомври 1999 г., следва период на политическа нестабилност, през който опозицията начело с елементи от бившето арменско правителство на националното движение опита безуспешно да принуди Кохарян да подаде оставка.
Преизбирането на Кохарян за президент през 2003 г. е последвано от широко разпространените твърдения за нереален вот. Той продължава да предлага спорни конституционни промени за ролята на парламента. Те, обаче са отхвърлени на референдум.
Еднокамарният парламент (наричан още Народното събрание) е доминиран от коалиция, наречена „Единство“ (Miasnutyun. Дашнаксутюн, която е обявена за незаконна от Тер-Петросян през 1995 – 96 г., е легализирана отново след Тер-Петросян, подава оставка, така също обикновено е подкрепяла правителството. Нова партия, Републиканската партия, се оглавява от бившия премиер Арам Саркисян, брат на Вазген Саркисян, и се превръща в главния глас на опозицията, която включва и арменската комунистическа партия.
Заявената цел на правителството на Армения е да се изгради парламентарна демокрация в западен стил. Въпреки това международните наблюдатели поставят под въпрос справедливостта на парламентарните и президентските избори в Армения и референдума за конституцията от 1995 г., позовавайки се на проучвания на общественото мнение и изтъкват недостатъцикато: липсата на сътрудничество от страна на избирателната комисия, лоша поддръжка на избирателните списъци и избирателните секции. В голямата си част обаче, Армения се смята за една от про-демократичните страни в Общността на независимите държави. Изборите от 1998 г. насам представят подобрение по отношение на справедливостта и ефективността, въпреки че все още не съвпадат с международните стандарти. С новата конституция от 1995 г. нарастват значително правомощията на изпълнителната власт и ѝ се дава много повече влияние върху съдебната система и общинските служители.
Спазването на правата на човека в Армения е нерегламентирано. Полицейското насилие все още продължава, а наблюдатели отбелязват, че обвиняемите често са бити за извличане на признания и се отказват посещения на роднини и адвокати. Публичните демонстрации се провеждат без намесата на правителството. Свободата на религията невинаги е защитена съгласно действащото законодателство. Нетрадиционни църкви, особено на Свидетелите на Йехова, са били подложени на тормоз. Всички църкви с изключение на Арменската апостолическа църква трябва да се регистрират, а проповядването е забранено от закона, въпреки че след 1997 г. правителството следва по-умерена политика. Политиката на правителството към добросъвестно възражение е в преход и се разглежда като част от присъединяването на Армения към Съвета на Европа. Нивото в Армения на дискриминацията към малкото останали национални малцинства като цяло е добро. Правителството не ограничава вътрешни или международни пътувания. Въпреки че свободата на печата и словото са гарантирани, правителството поддържа монопола си върху телевизионните медии и радиото.

## Държавна система
Президентът на Армения се избира за срок от 5 години, като може да бъде избиран повече от два мандата последователно.
Кандидатите за президент трябва да са над 35 години и да имат граждански престой в Армения, поне 10 години.
Първият арменски президент е бил Левон Тер-Петросян, поел управлението на страната през 1991 г. Преизбран е през 1998 г., но изборите се оспорват. В резултат на което през 1998 г. Тер-Петросян е принуден да подаде оставка. Неговото място се заема от Робърт Кочарян, който бива преизбран през 2003 г.

### Настоящо държавно устройство
- Президент на Републиката – Армен Саркисян (от април 2018 г.);
- Премиер – Никол Пашинян (от май 2018 г.);
- Народно събрание (еднокамерен парламент), 131 места;
- Военен персонал – 450 00 души;
- Военен бюджет – 62 млн.долара;

## Избори

### Президентски
От както е независима, в Република Армения са проведени пет президентски избори. През 1991 г. за президент е избран Левон Тер-Петросян. На следващите избори през 1996 г. бива преизбран. По-късно по време на мандата си е обвинен и измама и принуден да подаде оставка. През 1998 г.след оттеглянето му, президентския пост се заема от Робърт Кочарян. През 2008 г.министър-председателят Серж Саркисян печели изборите и става президент на Републиката. На следващите избори, провели се през 2013 г. той е преизбран.

### Законодателни избори
В резултат на проследните законодателни избори, провели се на 6 май 2012 г. се създава коалиционно правителство на ННК (69 места) и ОЕК (6 места), водена от премиера (по настоящем в оставка) Тигран Саркисян.

## Законодателна власт
Националното събрание на Армения (Azgayin Zhoghov) е законодателната власт на Армения. Това е еднокамарен орган от 131 членове, които се избират за срок от пет години: 90 в едномандатни избирателни райони и 41 от пропорционално представителство.

## Дипломатически връзки
Армения поддържа сложни отношения с две от съседните ѝ страни – Азербайджан и Турция.
Отношенията ѝ с Азербайджан са затруднени като причината за това е въпросът за Нагорни Карабах (непризната държава на територията на Азербайджан).
Отношенията ѝ с Турция са много конфликтни. Причината за това е отказа на турското правителство да признае арменския геноцид от 1915 – 1916 г. Въпреки това понастоящем се наблюдава сближаване междъ двете страни, като началото слага поканата на Серж Саркисян, отправена към президента Абдулах Гюл, свързана с футболната среща между националните отбори на двете страни.
Отношенията с Иран, които бяха влошени с установяването на ислямиския режим в Техеран през 1979 г., сега са с тенденция за подобряване, заради газопровода, свързващ двете страни.

## Корупция
Политическата корупция е проблем в арменското общество. През 2008 г. Transparency International намали корупционния индекс за Армения от 3 през 2007 г. до 2.9 от; Армения премина от 99-о място през 2007 г. на 109-о място от 180 изследвани страни (наравно с Аржентина, Белиз, Молдова, Соломоновите острови). Въпреки законодателните промени във връзка с изборите и финансирането на партиите, корупцията или персистира или се появява отново в нови форми.